# Crocidura rapax
Crocidura rapax — вид ссавців родини мідицевих (Soricidae).

## Опис
Довжина голови й тулуба від 5.6 до 7 сантиметрів. Хвіст досягає в довжину від 38 до 47 міліметрів. Задня лапа має довжину від 11 до 13 міліметрів. За зовнішнім виглядом відповідає виду Crocidura vorax, але хутро на спині значно темніше коричневе, а черево майже таке ж темне, але сіро-коричневе. Хвіст суцільний темно-коричневий по всій довжині; має довші чуттєві волоски лише в базальній третині.

## Поширення
Країни проживання: Китай (Сичуань, Хунань, Юньнань, Гуйчжоу, Гуансі, Хайнань), Індія, Тайвань. Інформації про середовище проживання та екологію цього виду дуже мало.